# Mon premier show
 (mai 2023).
Si vous disposez d'ouvrages ou d'articles de référence ou si vous connaissez des sites web de qualité traitant du thème abordé ici, merci de compléter l'article en donnant les références utiles à sa vérifiabilité et en les liant à la section « Notes et références ».
Albums de Diane Dufresne
Olympia 78
(1978)
Mon premier show est le  premier double album live de la chanteuse québécoise Diane Dufresne. Enregistré à la salle Maisonneuve de la Place des Arts  de Montréal, le samedi 8 novembre 1975, il est édité en avril 1976 sur le Label "J'arrive" au Québec et en 1978 en France chez Kébec-Disc / RCA.

## Édition33 Tours

### Titres disque 1
| 1. | Mon premier show      | Luc Plamondon | François Cousineau | 5:03 |
| 2. | J'ai besoin d'un chum | Luc Plamondon | François Cousineau | 3:11 |
| 3. | Ca m'donne les bleus  | Luc Plamondon | François Cousineau | 4:21 |
| 4. | Rill pour rire        | Luc Plamondon | François Cousineau | 3:12 |

| 1. | Les hauts et les bas d'une hôtesse de l'air | Luc Plamondon | François Cousineau | 8:19 |
| 2. | Partir pour Acapulco                        | Luc Plamondon | François Cousineau | 5:37 |
| 3. | J'me sens ben                               | Luc Plamondon | François Cousineau | 3:51 |
| 4. | Actualités                                  | Luc Plamondon | François Cousineau | 5:29 |

### Titres disque 2
| 1. | Un jour il viendra mon amour        | Marcel Lefebvre | François Cousineau | 2:20 |
| 2. | J'ai rencontré l'homme de ma vie    | Luc Plamondon   | François Cousineau | 2:01 |
| 3. | Tu m'fais flipper                   | Luc Plamondon   | François Cousineau | 2:10 |
| 4. | Pars pas sans m'dire "bye bye"      | Luc Plamondon   | François Cousineau | 1:32 |
| 5. | Mon p'tit boogie boogie             | Luc Plamondon   | François Cousineau | 2:23 |
| 6. | J'ai vendu mon âme au rock and roll | Luc Plamondon   | François Cousineau | 2:40 |
| 7. | Chanson pour Elvis                  | Luc Plamondon   | François Cousineau | 4:21 |
| 8. | Rock pour un gars de bicycle        | Luc Plamondon   | François Cousineau | 3:20 |

| 1. | En écoutant Elton John        | Luc Plamondon | François Cousineau | 5:42 |
| 2. | La chanteuse Straight         | Luc Plamondon | François Cousineau | 4:14 |
| 3. | On fait tous du show business | Luc Plamondon | François Cousineau | 5:53 |
| 4. | Sortie                        | Luc Plamondon | François Cousineau | 0:51 |

## Crédits
- Musiciens :
  - Basse : Daniel Lessard
  - Batterie : Richard Provençal
  - Guitares : Jean-Marie Benoît, Marcel Beauchamp
  - Claviers : Marcel Beauchamp, Jimmy Tanaka, François Cousineau
  - Violon : Jean-Marie Benoît
  - Banjo : Jean-Marie Benoît
  - Percussions : Jimmy Tanaka, Judy Richards, France Castel
- Chœurs : Jean-Marie Benoît, Marcel Beauchamp, Jimmy Tanaka, Judy Richards, France Castel, François Cousineau
- Ingénieurs du son : Ian Terry, Michel Lachance (assisté de Paul Pagé). Filtroson Inc. Montréal
- Arrangements : François Cousineau, Jimmy Tanaka (Face D, T3)
- Mixage : Michel Lachance, François Cousineau (assisté de Gordon Gibson). Studio Tempo Inc. Montréal
- Gravure : S.N.B
- Conception pochette : Pierre Duty
- Réalisation : François Cousineau (avec la collaboration de Luc Plamondon)
- Production : François Cousineau (avec la collaboration de Luc Plamondon)